# La Fille maudite
Pour plus de détails, voir Fiche technique et Distribution.
La Fille maudite (Preludio d'amore) est un melodramma strappalacrime italien réalisé par Giovanni Paolucci (it) et sorti en 1947.

## Synopsis
Davide, un jeune pêcheur, revient dans son Camogli natal après avoir été emprisonné pendant la guerre. Grâce à des rumeurs malveillantes qui circulent dans le village, il apprend que sa fiancée Anna a fréquenté pendant son absence un certain Rocco, un marin à la mauvaise réputation. Pendant ce temps, Tea, la fiancée abandonnée de Rocco, dénonce l'homme à la police pour se venger, mais regrette ensuite son acte et se jette à la mer. Anna est immédiatement accusée de la mort de Tea et risque même d'être lynchée par la famille de la jeune fille, mais l'intervention de Davide la sauve et rétablit la paix entre les familles.

## Fiche technique
- Titre italien : Preludio d'amore[1]
- Titre français : La Fille maudite[2]
- Réalisateur : Giovanni Paolucci (it)
- Scénario : Giovanni Paolucci (it), Leopoldo Trieste
- Photographie : Piero Portalupi (it)
- Montage : Vittorio Solito
- Musique : Valentino Bucchi
- Décors : Goghi Faggioni
- Costumes : Giocondo Faggioni
- Production : 	Gianfranco Bo, Cesare Stagnano, Raffaele Buongiovanni
- Société de production : Albatros Film
- Pays de production :  Italie
- Langue originale : italien
- Format : Noir et blanc - 1,37:1 - Son mono - 35 mm
- Durée : 95 minutes
- Genre : Melodramma strappalacrime
- Dates de sortie :
  - Italie : 1947 (visa délivré le 14 janvier 1947[1])
  - Suisse : août 1947 (Festival international du film de Locarno)
  - France : 7 juillet 1948[2]

## Distribution
- Vittorio Gassman : Davide
- Marina Berti : Anna
- Massimo Girotti : Rocco
- Maria Michi : Tea
- Claudio Gora : Giovanni
- Lauro Gazzolo : Valentino
- Vira Silenti : Laura
- Silverio Blasi : Luigi
- Leopoldo Trieste : Paolo
- Liliana De Santis : Gina
- Elio Leva : Pietro